# Rostocker Matrikelportal
 (mai 2022).
Si vous disposez d'ouvrages ou d'articles de référence ou si vous connaissez des sites web de qualité traitant du thème abordé ici, merci de compléter l'article en donnant les références utiles à sa vérifiabilité et en les liant à la section « Notes et références ».
Le Rostocker Matrikelportal (en français : portail des inscriptions à l'Université de Rostock) donne accès à environ 200 000 références d'inscriptions à l'Université de Rostock. La base du portail est constituée par les bases de données des inscriptions pour les périodes 1419-1831, 1831-1933, 1933-1945, 1945-1992 et 1992-aujourd'hui, ainsi que par les registres dans les doyens des facultés (promotions, réceptions) de 1419 à 1831. De plus, des images numériques des registres originaux sont présentées, dont certaines sont manuscrites par les étudiants. Les commentaires des utilisateurs permettent de compléter les informations souvent très succinctes. Les lieux d'origine des élèves sont indiqués sur une carte interactive. Des liens mènent aux professeurs actifs dans le semestre d'inscription (Catalogus Professorum Rostochiensium (de)) et aux cours proposées. Les étudiants connus sont identifiés via le numéro GND et reliés à d'autres offres d'informations sur Internet.